# Emma Vall
Emma Vall är en pseudonym för de tre författarna Maria Herngren, Eva Swedenmark och Annica Wennström. Samtliga tre är även samhällsengagerade journalister. Tillsammans utgör de författarkollektivet Emma Vall, som framför allt gjort sig känd för sina kriminalromaner - efter-folkhemmet-deckare - om journalisten Amanda Rönn i Sundsvall (vuxendeckare), flickan Svala i Stockholm (ungdomsdeckare) och Sunna och Sixten (barndeckare). De har även skrivit Krossa glastaket - makthandbok för kvinnor (1998).

## Historik
Det var när de alla tre arbetade tidskriften Fönstret som idén om att skriva tillsammans föddes. Det första de skrev ihop var en debattbok om kvinnor och politiskt arbete, Krossa glastaket - makthandbok för kvinnor (1998). Samma år som debattboken utkom debuterade de även som skönlitterär trio med barnboken Flickan i medaljongen som bygger på teaterpjäsen Emma i Ringbyggningen (se Katas döttrar) skriven 1979 av Gösta och Eva Swedenmark. Boken utspelar sig i sågverksmiljö på Alnön i Sundsvall åren 1900 och 1954. Både barnboken och debattboken gav de ut under sina riktiga namn, även om barnboken senare återutgivits under pseudonymen.
Medlemmar av Emma Vall har även gett ut böcker parvis. Bland annat har Maria Herngren tillsammans med Eva Swedenmark skrivit barnboken Till havs med Black Bird (2009), och Eva Swedenmark och Annica Wennström har tillsammans skrivit feelgood-serien Familjen kring La Stella.

### Vuxenlitteratur
- Krossa glastaket : makthandbok för kvinnor (debattbok, med illustrationer av Katarina Lindahl), Brevskolan, 1998, ISBN 9157452466
  - Gegnum glerþakið : valdahandbók fyrir konur (i översättning av Björg Árnadóttir), Kvenréttindafélag Íslands, 1999, ISBN 9979-9091-1-0 (isländska)

Kriminalromanerna om Amanda Rönn:
- Kattjakt, Alfabeta, 1998, ISBN 9177128745
- Änglavakt, Alfabeta, 1999, ISBN 9177129377
- Vänskapspakt, Alfabeta, 2000, ISBN 9177129849
- Stilla flyter ån, Alfabeta/Anamma, 2001, ISBN 9150100645
- Slutpunkten, Alfabeta/Anamma, 2002, ISBN 9150101528

### Barn- och ungdomslitteratur
- Flickan i medaljongen (första utgåvan ej under pseudonym), Alfabeta, 1998, ISBN 9177128370
  - Pigen i medaljonen (i översättning av Gitte Lyngs), Gyldendal, 1999, ISBN 87-00-37014-2 (danska)

Ungdomsdeckarna om Svala:
- Egna spår, Alfabeta, 1999, ISBN 9177129423
  - Café Kafka im Visier : Svala ermittelt : ein Krimi aus Schweden (i översättning av Dagmar Brunow), Dt. Taschenbuch-Verlag, 2009, ISBN 978-3-423-71342-9
- Sabotage, Alfabeta, 2000, ISBN 9150100084 (tyska)
  - Vor dem großen Knall : Svala ermittelt : ein Krimi aus Schweden (i översättning av Dagmar Brunow), Dt. Taschenbuch-Verlag, 2009, ISBN 978-3-423-78235-7
- Bränd bild, Alfabeta, 2003, ISBN 9150102575 (tyska)
- Farligt vatten, Alfabeta, 2004, ISBN 91-501-0379-2

Barndeckarna om Sunna och Sixten:
- Spår i snö, Opal, 2006, ISBN 9172992018
- Upp i rök, Opal, 2008, ISBN 9789172992764
- Dolt i färg, Opal, 2010, ISBN 9789172993754